# Hakea ivoryi
Hakea ivoryi (лат.) — кустарник или небольшое дерево, вид рода Хакея (Hakea) семейства Протейные (Proteaceae), произрастающий в районе в юго-западном регионе Квинсленда и на северо-западе Нового Южного Уэльса.

## Ботаническое описание
Hakea ivoryi — лигнотуберозный кустарник или небольшое дерево, обычно растёт на высоту от 2 до 12 м. Веточки покрыты белыми плоскими шелковистыми волосками и становятся со временем гладкие. У этой хакеи простые игольчатые листья длиной от 3 до 18 см с шелковистыми волосками, которые с возрастом становятся безволосыми. Молодые деревья часто имеют сильно разделённые сегментированные листья. Кора коричневая, грубая и пробковая. Соцветие состоит из 20–50 белоснежных цветков на коротком стебле, которые появляются в пазухах листьев с октября по январь. Плоды гладкие, яйцевидной формы длиной 25–35 мм и шириной 10–15 мм, оканчивающиеся коротким клювом.

## Таксономия
Впервые Hakea ivoryi была официально описана  ботаником Фредериком Мэнсоном Бейли в 1901 году как часть работы The Queensland Flora. Hakea ivoryi была названа в честь Уильяма Айвори, который собирал ботанические образцы для Фредерика Бейли.

## Распространение и местообитание
H. ivoryi произрастает поодиночке или небольшими группами на песчаных равнинах или суглинках в открытых засушливых лесах в районах Бурк и Ванааринг и на юго-западе Квинсленда.